# Богородское (Костанайская область)
Богородское (каз. Богородский) — село в районе Беимбета Майлина Костанайской области Казахстана. Входит в состав Новоильиновского сельского округа. Код КАТО — 396459300. 
Участок основан 26 сентября 1910 года на основании решения Временной комиссии города Кустаная под названием Аксуатский верхний. Участок стал заселяться переселенцами в следующем году. К 1913 году переименован в Богородский. Село входило до 1925 года в состав Валерьяновской волости. 

## География
Находится примерно в 27 км к юго-востоку от районного центра, села Айет.

## Население
В 1999 году население села составляло 329 человек (170 мужчин и 159 женщин). По данным переписи 2009 года в селе проживали 192 человека (91 мужчина и 101 женщина).